# Nathan Jones (calciatore)
Nathan Jason Jones (Blaenrhondda, 28 maggio 1973) è un allenatore di calcio ed ex calciatore gallese, di ruolo difensore, tecnico del Charlton.

## Statistiche

### Statistiche da allenatore
Statistiche aggiornate all'11 febbraio 2023.
| Stagione            | Squadra           | Campionato        | Campionato | Campionato | Campionato | Campionato | Coppe nazionali | Coppe nazionali | Coppe nazionali | Coppe nazionali | Coppe nazionali | Coppe continentali | Coppe continentali | Coppe continentali | Coppe continentali | Coppe continentali | Altre coppe | Altre coppe | Altre coppe | Altre coppe | Altre coppe | Totale | Totale | Totale | Totale | % Vittorie | Piazzamento |
| Stagione            | Squadra           | Comp              | G          | V          | N          | P          | Comp            | G               | V               | N               | P               | Comp               | G                  | V                  | N                  | P                  | Comp        | G           | V           | N           | P           | G      | V      | N      | P      | %          | Piazzamento |
| ------------------- | ----------------- | ----------------- | ---------- | ---------- | ---------- | ---------- | --------------- | --------------- | --------------- | --------------- | --------------- | ------------------ | ------------------ | ------------------ | ------------------ | ------------------ | ----------- | ----------- | ----------- | ----------- | ----------- | ------ | ------ | ------ | ------ | ---------- | ----------- |
| dic. 2014-gen. 2015 | Brighton          | FLC               | 2          | 1          | 1          | 0          | FACup+CdL       | -               | -               | -               | -               | -                  | -                  | -                  | -                  | -                  | -           | -           | -           | -           | -           | 2      | 1      | 1      | 0      | 50,00      | Interim     |
| gen.-giu. 2016      | Luton Town        | FL2               | 21         | 11         | 3          | 7          | FACup+CdL       | -               | -               | -               | -               | -                  | -                  | -                  | -                  | -                  | FLT         | -           | -           | -           | -           | 21     | 11     | 3      | 7      | 52,38      | Sub. 14º    |
| 2016-2017           | Luton Town        | FL2               | 46+2       | 20+0       | 17+1       | 9+1        | FACup+CdL       | 3+2             | 2+1             | 0+0             | 1+1             | -                  | -                  | -                  | -                  | -                  | FLT         | 7           | 5           | 0           | 2           | 60     | 28     | 18     | 14     | 46,67      | 4º          |
| 2017-2018           | Luton Town        | FL2               | 46         | 25         | 13         | 8          | FACup+CdL       | 3+1             | 2+0             | 0+0             | 1+1             | -                  | -                  | -                  | -                  | -                  | FLT         | 5           | 2           | 3           | 0           | 55     | 29     | 16     | 10     | 52,73      | 2º (prom.)  |
| 2018-gen. 2019      | Luton Town        | FL1               | 26         | 15         | 7          | 4          | FACup+CdL       | 3+1             | 2+0             | 1+0             | 0+1             | -                  | -                  | -                  | -                  | -                  | FLT         | 4           | 2           | 1           | 1           | 34     | 19     | 9      | 6      | 55,88      | Dimis.      |
| gen.-giu. 2019      | Stoke City        | FLC               | 20         | 3          | 11         | 6          | FACup+CdL       | 1+0             | 0               | 0               | 1               | -                  | -                  | -                  | -                  | -                  | -           | -           | -           | -           | -           | 21     | 3      | 11     | 7      | 14,29      | Sub. 16º    |
| 2019-gen. 2020      | Stoke City        | FLC               | 14         | 2          | 2          | 10         | FACup+CdL       | 0+3             | 1               | 2               | 0               | -                  | -                  | -                  | -                  | -                  | -           | -           | -           | -           | -           | 17     | 3      | 4      | 10     | 17,65      | Eson.       |
| Totale Stoke City   | Totale Stoke City | Totale Stoke City | 34         | 5          | 13         | 16         |                 | 4               | 1               | 2               | 1               |                    | -                  | -                  | -                  | -                  |             | -           | -           | -           | -           | 38     | 6      | 15     | 17     | 15,79      |             |
| mag.-lug. 2020      | Luton Town        | FLC               | 9          | 4          | 4          | 1          | FACup+CdL       | -               | -               | -               | -               | -                  | -                  | -                  | -                  | -                  | -           | -           | -           | -           | -           | 9      | 4      | 4      | 1      | 44,44      | Sub., 19º   |
| 2020-2021           | Luton Town        | FLC               | 46         | 17         | 11         | 18         | FACup+CdL       | 2+3             | 1+2             | 0+0             | 1+1             | -                  | -                  | -                  | -                  | -                  | -           | -           | -           | -           | -           | 51     | 20     | 11     | 20     | 39,22      | 12º         |
| 2021-2022           | Luton Town        | FLC               | 46+2       | 21+0       | 13+1       | 12+1       | FACup+CdL       | 3+1             | 2+0             | 0+1             | 1+0             | -                  | -                  | -                  | -                  | -                  | -           | -           | -           | -           | -           | 52     | 23     | 14     | 15     | 44,23      | 6º          |
| lug.-nov. 2022      | Luton Town        | FLC               | 20         | 7          | 8          | 5          | FACup+CdL       | 0+1             | 0               | 0               | 0+1             | -                  | -                  | -                  | -                  | -                  | -           | -           | -           | -           | -           | 21     | 7      | 8      | 6      | 33,33      | Dimis.      |
| Totale Luton Town   | Totale Luton Town | Totale Luton Town | 264        | 120        | 78         | 66         |                 | 23              | 12              | 2               | 9               |                    | -                  | -                  | -                  | -                  |             | 16          | 9           | 4           | 3           | 303    | 141    | 83     | 79     | 46,53      |             |
| nov. 2022-feb. 2023 | Southampton       | PL                | 8          | 1          | 0          | 7          | FACup+CdL       | 2+4             | 2+2             | 0               | 0+2             | -                  | -                  | -                  | -                  | -                  | -           | -           | -           | -           | -           | 14     | 5      | 0      | 9      | 35,71      | Sub., Eson. |
| Totale carriera     | Totale carriera   | Totale carriera   | 308        | 127        | 92         | 89         |                 | 33              | 17              | 4               | 12              |                    | -                  | -                  | -                  | -                  |             | 16          | 9           | 4           | 3           | 357    | 153    | 99     | 105    | 42,86      |             |

## Palmarès
- Terza divisione inglese: 1

Brighton: 2001-2002
- Quarta divisione inglese: 1

Brighton: 2000-2001